# Cratere Tekarohi
Tekarohi  è un cratere sulla superficie di Venere.